# Maddox Games
Maddox Games – rosyjskie studio produkujące gry komputerowe, założone w 1992 roku przez Olega Maddoxa, od 1999 roku będące własnością przedsiębiorstwa 1C. Firma popularność zyskała jako główny producent serii komputerowych gier symulacyjnych IL-2 Sturmovik. Pracowała też nad serią komputerowych gier strategicznych Theatre of War.

## Wyprodukowane gry
- X-Tetris (1996)
- IL-2 Sturmovik (2001)
- IL-2 Sturmovik: Forgotten Battles (2003)
- Pacific Fighters (2004)
- Combat Over Europe (2004)
- Theatre of War: Pola zagłady (2006)
- IL-2 Sturmovik: Cliffs of Dover (2011)
- Theatre of War 3: Korea (2011)